# José Moz Carrapa
José Moz Carrapa (Lisboa, 1952-).
Foi guitarrista dos grupos "Cid, Scarpa, Carrapa & Nabo", "Circo da Vida" e "Sexo dos Anjos". Fez parte dos "Salada de Frutas",  "Ficções" e  "Ala dos Namorados" .
Enquanto produtor residente da Valentim de Carvalho foi co-produtor dos discos “Anjo da Guarda” de António Variações e co-produtor em “Guardador de Margens” de Rui Veloso e “Atravessando Rios” de José Mucavele.
Como produtor independente produziu o LP vinil “Projecto Project”  dos Ena Pá 2000. Produziu ainda os discos  “O Barco Voador” e “Zanzibar” de João Afonso. Já em 2016 produziu "Zarcotráfico", o EP de estreia de ZARCO, e em 2019 co-produz "Spazutempo".
Participou como guitarrista em discos de Amélia Muge, António Variações, Banda do Casaco, Djurumani, Dulce Pontes, João Afonso, Jorge Palma, José Mucavele, Júlio Pereira, Mísia, Rui Veloso, Sérgio Godinho,  entre outros. Participou nos discos  coletivos "Voz & Guitarra" (1997), "Voz e Guitarra - vol 2" (2013) e “Cantigas de Amigos”.
Colaborou ao vivo em concertos de nomes como Amélia Muge, João Afonso, Jorge Palma, Shila, Júlio Pereira, Minela Medeiros, Rui Veloso, Sérgio Godinho e Uxia.
Com Sei Miguel gravou "Abrigo dos pássaros", juntamente com Fala Mariam.
Compôs a música das mini-séries “A Morgadinha dos Canaviais” (Júlio Dinis) e “O Mandarim” (Eça de Queiroz), realizadas para a RTP por Ferrão Katzenstein. Fez também música incidental para as versões portuguesas da Rua Sésamo e das Produções Walt Disney.
Fez música para várias peças de teatro infantil encenadas pelo TIL (Teatro Infantil de Lisboa), da Casa da Comédia e de comédias escritas por Fernando Gomes (autor, actor, encenador).
Actualmente colabora nos concertos a solo de Tim, tendo participado na gravação dos CDs "Braço de Prata",  "Companheiros de aventuras", "20-20-20" e no CD-DVD "Ao Vivo N'o Sol Da Caparica".
No baixo, integrou o grupo "Rita e o Revólver", com Rui Alves - bateria, Tiago Santos - guitarra, Rita Cruz - voz e João Cardoso - teclas.
Em 2021 edita um CD em nome próprio "José Moz Carrapa ~ por um fio".